# Omer Kajmaković
Omer Kajmaković (früher auch eingedeutscht Omer Kajmakowitsch) war ein jugoslawischer Politiker und Diplomat.

## Leben und Karriere
Kajmakovic entstammte einer muslimischen Familie aus Bosnien. In seiner Jugend nahm er am Ersten Weltkrieg teil. Später trat er in den diplomatischen Dienst ein: Von 1929 bis 1933 war er als Presseattaché an der Jugoslawischen Botschaft in Berlin tätig. In den 1930er und 1940er Jahren war Kajmaković als Abgeordneter für Bosnien Mitglied der jugoslawischen Nationalversammlung gewählt.
Nach dem Zweiten Weltkrieg veröffentlichte er 1956 als Koautor im Auftrag der in Paris ansässigen Jugoslawischen Muslimorganisation das Memorandum on crimes of genocide committed by the Croatian Ustashis during World war II.

## Veröffentlichungen
- Dr. Adolf Köster. Zum Gedächtnis des verdienstvollen Diplomaten. in Kölnische Zeitung vom 23. Februar 1930.